# 余部村 (兵庫県揖保郡)
余部村（あまるべむら）は、かつて兵庫県に存在していた村である。1946年に姫路市などと合併し消滅。現在は姫路市余部区（よべく）となっている。
JR姫新線余部駅（よべえき）があるのは当村ではなく、1954年7月1日に姫路市に編入となった飾磨郡余部村（よべむら）である。

## 沿革
- 1889年（明治22年）4月1日 町村制施行に伴い揖西郡余部村発足。
- 1896年（明治29年）4月1日 揖東郡、揖西郡が合併し揖保郡に。
- 1946年（昭和21年）3月1日 （旧）姫路市、飾磨市、白浜町、広畑町、網干町、大津村、勝原村とともに姫路市を新設し消滅。